# 진심 to you
《진심 to you》(일본어: まごころ to you 마고코로 투 유[*])는 2013년 11월 20일에 에이벡스 트랙스에서 발매된 Dream5의 첫 정규 음반이다.

## 개요
- Dream5의 첫 정규 음반.
- 지금까지 발매한 싱글에서 9곡과 신곡 6곡을 수록해서 총 15곡으로 구성되어있다.
- CD ONLY반은 보너스 트랙으로 시게몬 선창(시게모토 코토리의 솔로곡)이 수록되어있으며 총 16곡이다.
- ‘CD+DVD반(뮤직비디오반)’과 ‘CD+DVD반(LIVE반)’과 ‘CD ONLY반’의 세 가지 형태로 발매됐다.
- 일부 곡은 춤 담당인 3명도 부르고 있다.

## 수록곡

### CD
1. We are Dreamer [4:18]
  - 작사: Jam9 / 작곡: Jam9, ArmySlick / 편곡: ArmySlick

열한 번째 싱글.
2. 모두 손을 잡자(みんなで手をつなごう)
  - 작사: 모리즈키 캬스 / 작곡: 오니시 카츠미 / 편곡: 히비노 히로후미
3. 도레미파소라이로
  - 작사: leonn / 작곡 · 편곡: 히비노 히로후미

아홉 번째 싱글. 〈COME ON!/도레미파소라이로〉의 트랙 2에 수록.
4. 반드시 계속 Happy!(きっとずっとHappy!)
  - 작사: leonn / 작곡 · 편곡: 히비노 히로후미
5. COME ON!
  - 작사: leonn, 쿠와타니 미사 / 작곡: 쿠와타니 미사 / 편곡: ats-

아홉 번째 싱글.
6. 가위바위PON!(じゃんけんPON!)
  - 작사: leonn / 작곡: 마츠다 준이치 / 편곡: 와타나베 토루
7. 셰키메키!(シェキメキ!)
  - 작사: leonn / 작곡 · 편곡: 와타나베 토루, 시미즈 타케히토

여덟 번째 싱글.
8. Go my way!
  - 작사: 모리즈키 캬스 / 작곡 · 편곡: 오니시 카츠미
9. Never give up!
  - 작사: 모리즈키 캬스 / 작곡: Cube Juice ? 편곡: baker
10. I★my★me★mine
  - 작사: leonn / 작곡: 마츠다 준이치 / 편곡: 히비노 히로후미

여섯 번째 싱글.
11. READY GO!!
  - 작사: 쿠와타니 미사, leonn / 작곡: 쿠와타니 미사 / 편곡: 와타나베 토루

일곱 번째 싱글.
12. Hop! Step! 댄스↑↑(Hop! Step! ダンス↑↑)
  - 작사:  leonn / 작곡: 히비노 히로후미 / 편곡: 와타나베 토루

열 번째 싱글.
13. 파라리루라♪(パラリルラ♪)
  - 작사: leonn / 작곡 · 편곡: 히비노 히로후미

열 번째 싱글. 〈Hop! Step! 댄스↑↑〉의 트랙 3에 보너스 트랙으로 쇼트 버전이 수록.
14. EZ DO DANCE
  - 작사 · 작곡: 코무로 테츠야 / 편곡: 와타나베.토루

여섯 번째 싱글. 〈I★my★me★mine/EZ DO DANCE〉의 트랙 2에 수록.
15. 밤하늘을 넘어서(夜空をこえて)
  - 작사 · 작곡: 쿠리하라 사토루 (Jazzin' park) / 편곡: 쿠리하라 사토루, 쿠보타 신고 (Jazzin' park)
16. 시게몬 선창(しげもん音頭)
  - 작사 · 작곡: Lauren Kaori, 이에하라 마사키 / 편곡: 이에하라 마사키

보너스 트랙. CD ONLY반에만 수록.

### DVD(뮤직비디오반)
1. We are Dreamer (뮤직비디오)
2. 모두 손을 잡자 (뮤직비디오)
3. 도레미파소라이로 (뮤직비디오)
4. COME ON! (뮤직비디오)
5. 셰키메키! (뮤직비디오)
6. I★my★me★mine (뮤직비디오)
7. READY GO!! (뮤직비디오)
8. Hop! Step! 댄스↑↑ (뮤직비디오)
9. 파라리루라♪ (안무 영상)
10. EZ DO DANCE (뮤직비디오)
11. Music Video Digest (특전 영상)

### DVD(LIVE반)
〈뿌리채 뽑은 LIVE ~4년차이지만 첫 원맨!?COME ON!~ 2013.4.5Mt.RAINIER HALL SHIBUYA PLEASURE PLEASUREE〉(根こそぎいただきLIVE 〜4年目だけど初ワンマン!?COME ON!〜 2013.4.5Mt.RAINIER HALL SHIBUYA PLEASURE PLEASUREE)
1. EZ DO DANCE
2. COME ON!
3. READY GO!!
4. 메들리(Like & Peace!~반짝반짝 Every day~I★my★me★mine)
5. 도레미파소라이로
6. 댄스 퍼포먼스 Part2〜3
7. Hop! Step! 댄스↑↑
8. I don't obey ~우리의 프라이드~
9. 셰키메키!
10. CRAZY GONNA CRAZY (ENCORE)
11. 고마워요 ~그대에게 전하고 싶은 Melody~ (ENCORE)
12. 우리들의 여름!! (ENCORE)